# Olympische Winterspiele 1964/Bob – Zweierbob (Männer)
Der Zweierbob der Männer bei den Olympischen Winterspielen 1964 in Innsbruck bestand aus vier Läufen, von denen zwei am 31. Januar und zwei am 1. Februar 1964 ausgetragen wurden. Austragungsort war die Olympia-Bobbahn Igls. Am Start waren 42 Teilnehmer aus 11 Ländern. Olympiasieger wurden die Briten Anthony Nash und Robin Dixon mit einer Gesamtzeit von 4:21,90 Minuten. Die Silbermedaille holten Sergio Zardini und Romano Bonagura aus Italien vor ihren Landsmänner Eugenio Monti und Sergio Siorpaes, die die Bronzemedaille gewannen.

## Titelträger
| Olympiasieger | Lamberto Dalla Costa Giacomo Conti ( Italien) | Cortina d’Ampezzo 1956 | 5:30,14 min |
| Weltmeister   | Eugenio Monti Sergio Siorpaes ( Italien)      | Igls 1963              | 4:27,04 min |

## Ergebnisse
| Rang | Athleten                              | Nation             | Lauf 1     | Lauf 1 | Lauf 2     | Lauf 2 | 1. Tag     | 1. Tag | Lauf 3     | Lauf 3 | Lauf 4     | Lauf 4 | Gesamt     |
| Rang | Athleten                              | Nation             | Zeit (min) | Rang   | Zeit (min) | Rang   | Zeit (min) | Rang   | Zeit (min) | Rang   | Zeit (min) | Rang   | Zeit (min) |
| ---- | ------------------------------------- | ------------------ | ---------- | ------ | ---------- | ------ | ---------- | ------ | ---------- | ------ | ---------- | ------ | ---------- |
| 001  | Anthony Nash Robin Dixon              | Großbritannien     | 1:05,53    | 2      | 1:05,10    | 2      | 2:10,63    | 1      | 1:05,39    | 3      | 1:05,88    | 1      | 4:21,90    |
| 002  | Sergio Zardini Romano Bonagura        | Italien            | 1:05,63    | 3      | 1:05,13    | 3      | 2:10,76    | 2      | 1:05,21    | 2      | 1:06,05    | 2      | 4:22,02    |
| 003  | Eugenio Monti Sergio Siorpaes         | Italien            | 1:05,94    | 5      | 1:04,90    | 1      | 2:10,84    | 3      | 1:05,41    | 4      | 1:06,38    | 6      | 4:22,63    |
| 004  | Vic Emery Peter Kirby                 | Kanada             | 1:05,15    | 1      | 1:05,93    | 5      | 2:11,08    | 4      | 1:05,96    | 6      | 1:06,45    | 7      | 4:23,49    |
| 005  | Larry McKillip Jim Lamy               | Vereinigte Staaten | 1:06,17    | 7      | 1:06,34    | 7      | 2:12,51    | 6      | 1:05,84    | 5      | 1:06,25    | 4      | 4:24,60    |
| 006  | Franz Wörmann Hubert Braun            | Deutschland        | 1:06,87    | 10     | 1:06,42    | 8      | 2:13,29    | 9      | 1:05,17    | 1      | 1:06,24    | 3      | 4:24,70    |
| 007  | Charlie McDonald Chuck Pandolph       | Vereinigte Staaten | 1:05,97    | 6      | 1:05,85    | 4      | 2:11,82    | 5      | 1:06,16    | 7      | 1:07,02    | 9      | 4:25,00    |
| 008  | Erwin Thaler Josef Nairz              | Österreich         | 1:05,72    | 4      | 1:06,98    | 11     | 2:12,70    | 7      | 1:06,48    | 8      | 1:06,33    | 5      | 4:25,51    |
| 009  | Franz Isser Reinhold Durnthaler       | Österreich         | 1:06,94    | 11     | 1:06,71    | 9      | 2:13,65    | 10     | 1:07,40    | 15     | 1:07,04    | 10     | 4:28,09    |
| 010  | Hans Zoller Robert Zimmermann         | Schweiz            | 1:06,97    | 12     | 1:06,20    | 6      | 2:13,17    | 8      | 1:07,60    | 16     | 1:07,38    | 13     | 4:28,15    |
| 011  | John Emery Gordon Currie              | Kanada             | 1:07,85    | 18     | 1:07,64    | 13     | 2:15,49    | 16     | 1:06,75    | 10     | 1:06,63    | 8      | 4:28,87    |
| 012  | Kjell Lutteman Heino Freyberg         | Schweden           | 1:06,81    | 9      | 1:06,99    | 12     | 2:13,80    | 11     | 1:07,93    | 18     | 1:07,20    | 11     | 4:28,93    |
| 013  | Ion Panțuru Hariton Pașovschi         | Rumänien           | 1:07,74    | 17     | 1:06,97    | 10     | 2:14,71    | 13     | 1:06,92    | 12     | 1:07,47    | 14     | 4:29,10    |
| 014  | Hans Maurer Rupert Grasegger          | Deutschland        | 1:06,72    | 8      | 1:07,76    | 16     | 2:14,48    | 12     | 1:06,92    | 12     | 1:08,37    | 17     | 4:29,77    |
| 015  | Alexandru Oancea Constantin Cotacu    | Rumänien           | 1:07,31    | 13     | 1:08,93    | 18     | 2:16,24    | 17     | 1:06,75    | 10     | 1:07,26    | 12     | 4:30,25    |
| 016  | Bill McCowen Andrew Hedges            | Großbritannien     | 1:07,47    | 15     | 1:07,73    | 15     | 2:15,20    | 15     | 1:06,52    | 9      | 1:08,95    | 18     | 4:30,67    |
| 017  | Herbert Kiesel Oskar Lory             | Schweiz            | 1:07,33    | 14     | 1:07,70    | 14     | 2:15,03    | 14     | 1:07,92    | 17     | 1:08,25    | 16     | 4:31,20    |
| 018  | Héctor Tomasi Fernando Rodríguez      | Argentinien        | 1:07,59    | 16     | 1:09,20    | 19     | 2:16,79    | 18     | 1:07,36    | 14     | 1:07,72    | 15     | 4:31,87    |
| 019  | Roberto Bordeu Hernán Agote           | Argentinien        | 1:10,15    | 21     | 1:08,45    | 17     | 2:18,66    | 19     | 1:11,33    | 19     | 1:10,26    | 19     | 4:40,19    |
| DNF  | Jean-Marie Buisset Claude Englebert   | Belgien            | 1:09,53    | 20     | 1:10,01    | 20     | 2:19,54    | 20     | –          | DNS    | –          |        | –          |
| DNF  | Jan-Erik Åkerström Carl-Erik Eriksson | Schweden           | 1:08,01    | 19     | 1:11,81    | 21     | 2:19,82    | 21     | –          | DNS    | –          |        | –          |